# St. Anna (Berg am Starnberger See)

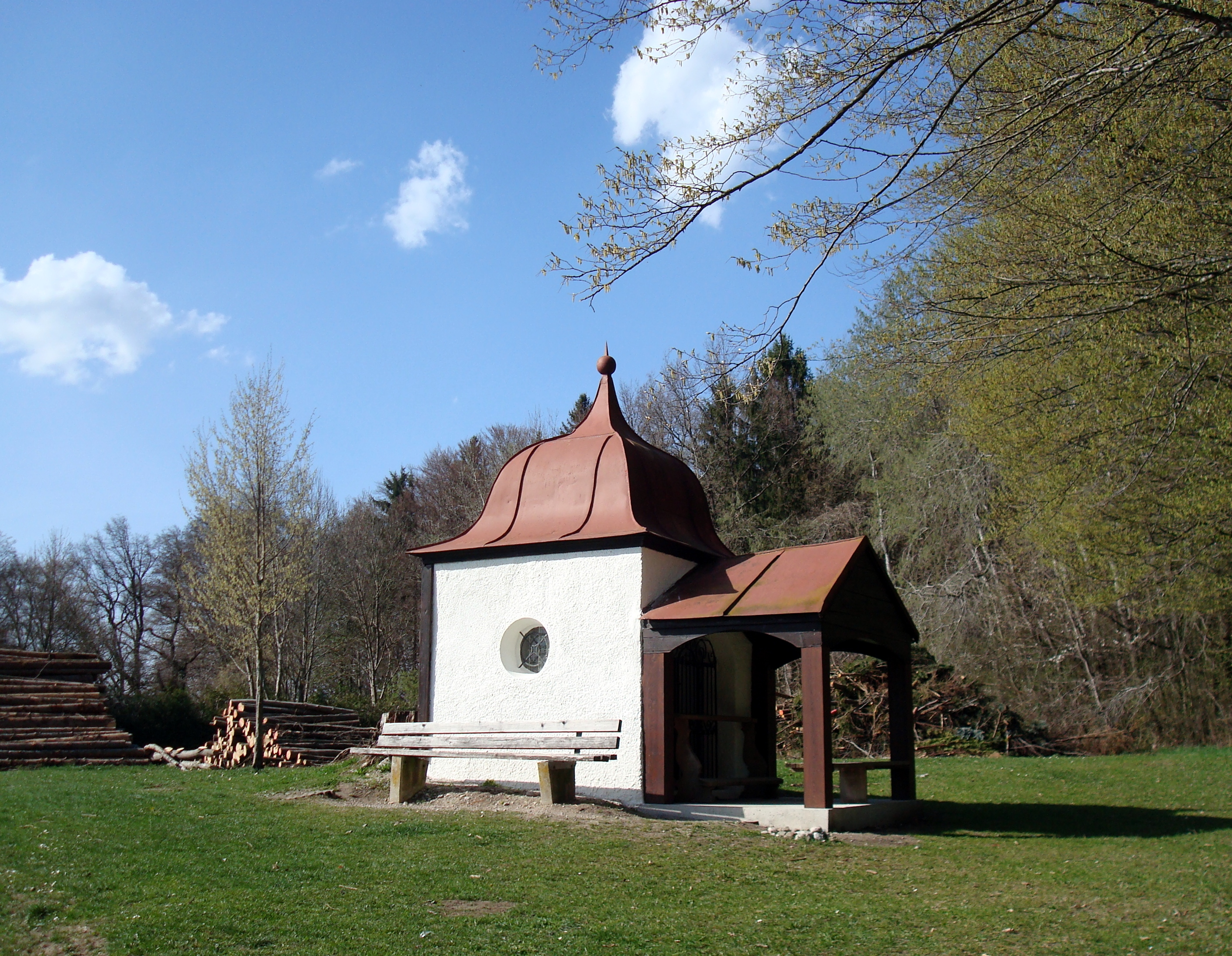
Kapelle St. Anna in Berg

Die Kapelle St. Anna in Berg, einer Gemeinde im oberbayerischen Landkreis Starnberg, wurde 1826 errichtet. Die Kapelle am Waldrand auf einem Moränenzug, der auf seiner Ostseite steil in das Lüßbachtal abfällt, ist ein geschütztes Baudenkmal.
Die Wegkapelle, die der heiligen Anna geweiht ist, besitzt ein geschweiftes Kuppeldach und einen hölzernen Vorbau im Osten. Die Ausstattung, wie z. B. die hölzerne Pietà, stammt aus einem Vorgängerbau des 18. Jahrhunderts.